# Кравцов Іван Савелійович
Іва́н Саве́лійович Кравцо́в (19 лютого 1914 — 29 січня 2005) — радянський військово-морський льотчик-винищувач часів Другої світової війни, командир авіаційної ланки 3-го гвардійського винищувального авіаційного полку 1-ї гвардійської винищувальної авіаційної дивізії ВПС Балтійського флоту, старший лейтенант. Герой Радянського Союзу (1944).

## Життєпис
Народився 19 лютого 1914 року в селі Новгородка Новгородківської волості Олександрійського повіту Херсонської губернії (нині — селище Кам'янець Кропивницького району Кіровоградської області) в селянській родині. Українець. Закінчив 7 класів школи, працював на заводі «Комуніст» у Кривому Розі. Закінчив 1 курс Київського фінансового інституту.
У лавах РСЧА з 1936 року, коли в серпні за комсомольською путівкою вступив до Єйського військово-морського авіаційного училища імені Й. В. Сталіна, яке закінчив 1939 року. Залишений льотчиком-інструктором при училищі. В листопаді 1040 року переведений льотчиком-інструктором до 1-го запасного авіаційного полку ВПС Балтійського флоту. Член ВКП(б) з 1941 року.
На фронтах німецько-радянської війни з листопада 1941 року. Воював у складі 1-ї ескадрильї 5-го винищувального авіаційного полку ВПС БФ спочатку пілотом, а з травня 1943 року — командиром авіаційної ланки. З червня 1943 по січень 1944 року навчався на Курсах удосконалення командного складу ВМФ (КУКС ВМФ). По закінченні курсів повернувся на попередню посаду командира ланки 2-ї ескадрильї 3-го гвардійського винищувального авіаційного полку. Після закінчення бойових дій на ленінградському напрямку в березні 1944 року, авіація Балтійського флоту була перенацілена на морський напрямок. До липня 1944 року старший лейтенант І. С. Кравцов здійснив 315 бойових вильотів, провів 85 повітряних боїв, у яких збив особисто 15 й у складі групи 4 літаки супротивника.
30 червня 1944 року І. С. Кравцову присвоєне військове звання капітана. З 1 листопада того ж року й до кінця війни — командир 2-ї ескадрильї 3-го гвардійського винищувального авіаційного полку ВПС ЧБФ. Всього за роки війни здійснив 375 бойових вильотів, провів близько 100 повітряних боїв, збив особисто 29 і в складі групи 6 літаків супротивника, таким чином ставши одним з найрезультативніших повітряних асів у ВПС ВМФ.
Після закінчення війни до 1950 року продовжував обіймати посаду командира ескадрильї 3-го ГвВАП ЧБФ (м. Лієпая, Латвія).
1950 року майор І. С. Кравцов вийшов у запас. Жив і працював у Ленінграді. 1965 року переїхав до міста Геленджика Краснодарського краю, де й помер 29 січня 2005 року.

## Нагороди
Указом Президії Верховної Ради СРСР від 22 липня 1944 року за зразкове виконання бойових завдань командування та виявлені при цьому відвагу і героїзм, старшому лейтенантові Кравцову Івану Савелійовичу присвоєне звання Героя Радянського Союзу з врученням ордена Леніна і медалі «Золота Зірка» (№ 4018).
Також був нагороджений чотирма орденами Червоного Прапора (21.10.1942, 12.06.1944, 18.07.1944, 04.04.1945), орденом Нахімова 1-го ступеня (15.05.1946), двома орденами Вітчизняної війни 1-го ступеня (10.11.1945, 11.03.1985) і медалями.